# هرمان فون هلمهولتز
هِرْمان لودفيج فرديناند فُونْ هِلْمهُولْتز (31 أغسطس 1821 - 8 سبتمبر 1894) كان فيزيائيًا وطبيبًا ألمانيًا قدم مساهمات كبيرة في العديد من المجالات العلمية. سمّيت أكبر جمعية ألمانية للمؤسسات البحثية، جمعية هيلمولتز، باسمه.
في الفيزيولوجيا وعلم النفس، اشتهر برياضياته الخاصة بالعين ونظريات الرؤية والأفكار حول الإدراك البصري للفضاء المحيط، وبأبحاث رؤية الألوان والإحساس بالنغم وإدراك الصوت، والأبحاث التجريبية في فيزيولوجيا الإدراك.
في الفيزياء، اشتهر بنظرياته حول حفظ الطاقة والعمل في الديناميكا الكهربائية والديناميكا الحرارية الكيميائية وعلى الأساس الميكانيكي للديناميكا الحرارية.
في الفلسفة، اشتهر بفلسفته في العلوم وأفكاره حول العلاقة بين قوانين الإدراك وقوانين الطبيعة، كن اشتهر في علم الجمال والأفكار حول القوة الحضارية للعلم.

## سيرة حياته
وُلِد هيلمولتز في بوتسدام، وهو ابن مدير المدرسة المحلية للألعاب الرياضية، فرديناند هيلمولتز، الذي درس فقه اللغة والفلسفة الكلاسيكيين، وكان صديقًا مقربًا للناشر والفيلسوف إيمانويل هيرمان فيشتي. تأثر عمل هيلمولتز بفلسفة يوهان جوتليب فيشته وإيمانويل كانط. حاول تتبع نظرياتهم في مسائل تجريبية مثل الفيزيولوجيا.
كان هيلمولتز مهتمًا بالعلوم الطبيعية، لكن والده أراده أن يدرس الطب. حصل هيلمولتز على درجة الدكتوراه في الطب من معهد فريدريخ ويليمز للجراحة والطب عام 1842، وعمل فترة تدريبية لمدة عام واحد في مستشفى شاريتيه (لأن طلاب الطب كانوا يحصلون على دعم مادي).
تدرب هيلمولتز بشكل أساسي في الفيزيلوجيا، وكتب في العديد من الموضوعات الأخرى، بما في ذلك الفيزياء النظرية والجيولوجيا وصولًا إلى أصل النظام الشمسي.

### المناصب الجامعية التي شغلها
كان أول منصب أكاديمي يشغله هيلمولتز هو مدرس التشريح في أكاديمية الفنون في برلين عام 1848.فيشته انتقل بعد ذلك ليشغل منصب أستاذ مشارك في الفيزيولوجيا في جامعة كونيجسبيرج البروسية، حيث عُيّن عام 1849. في عام 1855، أصبح أستاذ التشريح والفيزيولوجيا في جامعة بون، لكنه لم يكن سعيدًا هناك، فانتقل بعد ثلاث سنوات إلى جامعة هايدلبرغ في بادن، حيث عمل أستاذ في الفيزيولوجيا. في عام 1871، شغل منصبه الجامعي الأخير أستاذًا للفيزياء في جامعة هومبولت في برلين.

## أبحاثه

### الميكانيكا
كان أول إنجاز علمي مهم له أطروحته عام 1847 حول حفظ الطاقة، والتي كُتبت في سياق دراساته الطبية وخلفيته الفلسفية. جاء عمله في حفظ الطاقة في أثناء دراسة التمثيل الغذائي للعضلات. حاول إثبات عدم فقدان أي طاقة في حركة العضلات، بدافع ضمني أنه لا توجد قوى حيوية ضرورية لتحريك العضلات. كان هذا الدافع رفضًا للفلسفة الطبيعية التي كانت في ذلك الوقت نموذجًا فلسفيًا مهيمنًا في الفيزيولوجيا الألمانية.
بالاعتماد على الأعملل السابقة لسادي كارنووبينوا بول إميل كلابيرون وجيمس بريسكوت جول، افترض هيلمولت وجود علاقة بين الميكانيكا والحرارة والضوء والكهرباء والقوى المغناطيسية من خلال معاملتها جميعًا على أنها مظاهر لقوة واحدة أو طاقة واحدة في مصطلحات اليوم. نشر نظرياته في كتابه «عن حفظ القوة» الصادر عام 1847.
نشر في الخمسينيات والستينيات من القرن التاسع عشر فكرة الموت الحراري للكون استنادًا إلى منشورات ويليام طومسون وهيلمهولتز وويليام رانكين.
في ديناميكا الموائع، قدم هيلمهولتز العديد من المساهمات، لعل أبرزها هي نظريات هيلمولتز.

### فيزيولوجيا الأعصاب
في عام 1849، أثناء وجوده في كونيجسبيرج، قاس هيلمولتز السرعة التي تنقل بها الإشارة على طول الألياف العصبية. اعتقد معظم الناس في ذلك الوقت أن الإشارات العصبية تمر عبر الأعصاب بسرعة لا تُقاس. استخدم هيلمولتز العصب الوركي الذي شُرّح مؤخرًا لضفدع وعضلة الربلة المعلقة بها ليتوصل على أن سرعة النقل تبلغ بين 24.6 و38.4 مترًا في الثانية.

## الروابط الخارجية
- هرمان فون هلمهولتز على موقع الموسوعة البريطانية (الإنجليزية)
- هرمان فون هلمهولتز على موقع إن إن دي بي (الإنجليزية)
- نبذة عن هيرمان لودفيج فرديناند هيلمهولتز على الموقع الرسمي الأكاديمية الروسية للعلوم